# 中國土地兼併史
土地兼併是一个经济学和历史学的概念，指少数人拥有越来越多土地的过程。土地兼併的结果是另外一些人只能拥有很少的土地或者完全丧失土地。
在社会经济以农业为主的农业社会裡，土地兼併会造成严重的社会问题，甚至激发民变。《韩非子》稱：“徭役多则民苦，民苦则权势起，权势起则复除重，复除重则贵人富。”中国历史上，历代朝廷都将抑制土地兼併作为基本国策，例如北魏的均田令，隋唐的均田制，明朝张居正執行一条鞭法，清朝推行摊丁入亩制度。

## 漢朝
西汉五口之家，“其能耕者不过百亩”。

## 晉朝
晉朝重门阀士族，其门阀士族靠占山护泽以图发展。
晋成帝咸康二年（336年）下令：“占山护泽，强盗律论。”然而“民俗相因，替而不奉，炮山封水，保家为利。”

## 南北朝
刘宋王惠擔任吏部尚书，其兄王鉴好聚敛，“广营田业”，其弟王惠问之：“何用田为？”王鉴回答：“无田何由得食？”
齐竟陵王萧子良“于宣城、临城、定陵三县界立屯，封山泽数百里”。

## 宋朝
宋朝采取“不抑兼併”的土地政策。宋真宗时期“百姓康乐，户口蕃庶，田野日辟”。整個宋朝呈現了“贫富无定势，田宅无定主，有钱则买，无钱则卖”的局面。宋仁宗時，頒“皇祐法”。
王安石之子王珪之妻蕭氏，捨給半山報甯寺的莊田有一千畝。
朱勔廣置田產，每年收租十萬石。朱勔死，抄沒家產三十萬畝。
《南郊赦文》說：“佃戶租種田畝，而豪宗巨室逋負稅賦，不肯以時供輸。守令催科，縱容吏胥，追逮耕畝之人，使之代納，農民重困。”
謝方叔對宋理宗說：“豪強兼併之患，至今日而極”，“弱之肉，強之食，兼併寖盛，民無以遂其生”。

## 明朝
明朝中葉以後，缙绅地主迅速崛起。士大夫一旦得志，其精神日趋于求田问舍。地主憑藉政治特权，大肆兼併耕地，造成子粒不归于公廪。江浙权豪庄田阡陌连亘，一家而兼十家之产。
明朝中葉土地兼併嚴重，失去土地的農民，有的淪為佃戶，有的流亡他鄉，成為流民。成化时江西缙绅藏匿流移之人，以充家奴佃仆。弘治年間，“天下额田已减其半……非拨给王府，则欺隐于猾民。”忠国公石亨在怀来有土地１７００余顷。萬曆年間河南地方，“民多告瘁，業無常主，或因水旱饑荒，及糧差繁併，或被勢要相侵，及錢債驅迫，不得已將起科腴田，減其價直，典賣與王府人員……不曰退灘閑地，即曰水坡荒地，否則不肯承買。”葉向高建言：“自景府而前，諸王莊田併未出數千頃外，獨景府逾制，皇祖一時失聽，至今追咎，王奈何尤而效之？”

## 清朝
康熙二十八年（1689年），副都御史许三礼弹劾刑部尚书徐乾学买慕天颜无锡县田一万顷。
乾隆末年，人口已突破2亿，土地兼併極為嚴重，仅和珅一人拥有耕地八千餘頃。河北怀柔地主郝氏占地“膏腴萬頃”，乾隆曾驻跸其家，“进奉上方水陆珍错至百余品，其他王公近侍及舆僮奴隶，皆供食馔，一曰之餐，费至十余万”。廣東巡撫百齡有田五千餘頃。江蘇崇明大地主陈朝玉有土地達四千五百頃。农民起义在全国各地不断爆发，规模最大的白蓮教延续九年。和珅被嘉庆抄家时，家产总数达“数千万两之多，最多达到亿两左右”。道光初年，直隶沧州袁氏占田二千顷。
但得益于玉米、红薯、土豆等美洲作物的传入和推广，大量原本为山地的土地能够被开垦为农田，这使得农耕时代的清王朝有能力在清末养活四亿人口。

## 延伸閱讀
- 趙岡：〈傳統農村社會的土地分配（页面存档备份，存于）〉。
- 赵冈：〈地权分配的长期趋势（页面存档备份，存于）〉。
- 赵冈：〈传统农村社会的地权分散过程（页面存档备份，存于）〉。
- 赵冈：〈农地的零细化（页面存档备份，存于）〉。